# Университет Хиросимы
Университе́т Хиросимы (яп. 広島大学,ひろしまだいがく; англ. Hiroshima University) — высшее учебное заведение в Японии. Открыто в 1949 году. Сокращённое название на японском — Хиро-дай (яп. 広大 (ひろだい)).

## Краткие сведения

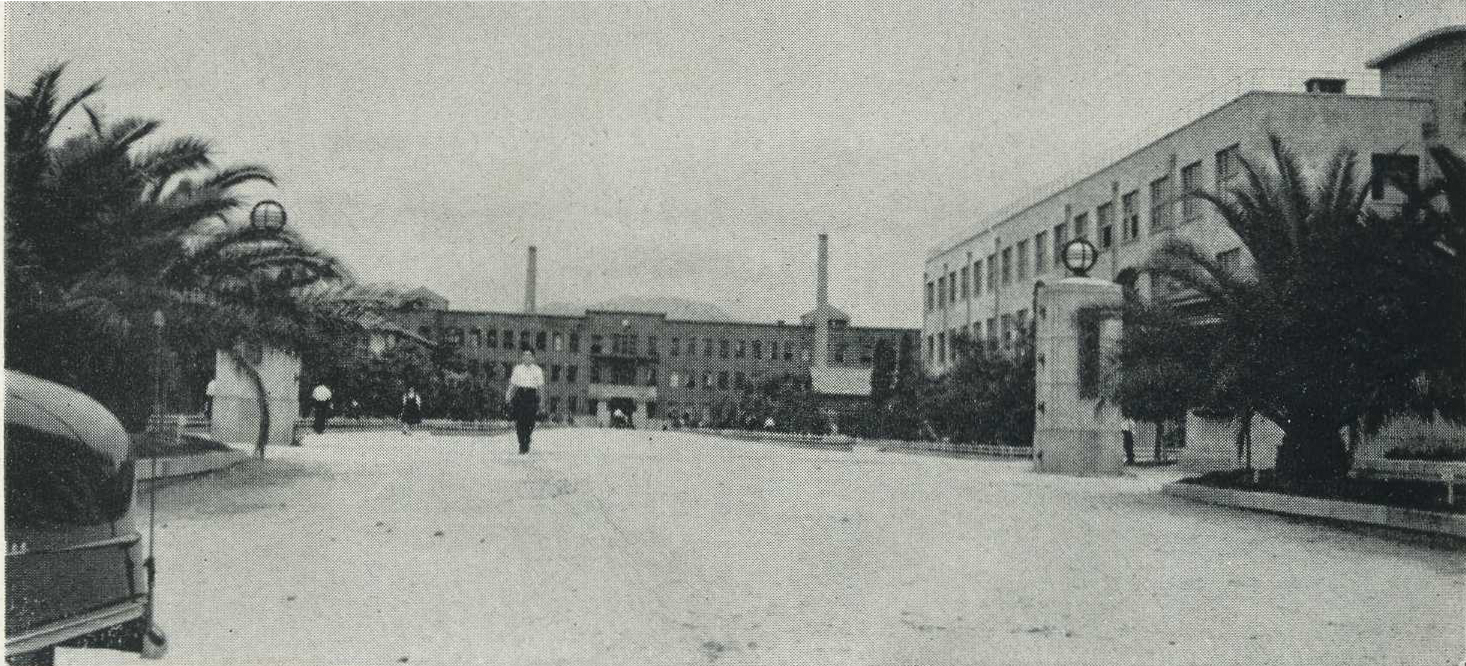
Университет Хиросимы в 1955 году

Возник на базе высшей педагогической школы Хиросимы, которая была образована в 1902 году, и гуманитарно-естественного университета, основанного в 1929 году. Через двадцать лет, после Второй мировой войны, эти два заведения были объединены с высшей школой Хиросимы, высшей инженерной школой, женской педагогической школой, педагогической школой, молодёжной педагогической школой и городской инженерной специальной школой. На основе этих образовательных учреждений появился университет, насчитывающий 6 факультетов: гуманитарный, педагогический, политико-экономический, физический, инженерный и биологический.
В 1953 году в университете был основан медицинский факультет, в 1965 году — стоматологический факультет, а 1974 — факультет интегрированных искусств и наук. В 1977 году политико-экономический факультет разделился на юридический и экономический факультеты, а в 2006 из медицинского выделился фармацевтический факультет. В 1995 году все факультеты, за исключением медицинского, стоматологического и фармацевтического, были перенесены из Хиросимы в пригород Хигасихиросима. На 2010 год университет насчитывает 11 факультетов. Обучение имеет две формы: дневная и вечерняя.
Университет готовит магистров и аспирантов по специальностям: гуманитарные науки, педагогика, социальные науки, физика, материаловедение, медицина и фармацевтика, инженерия, биология и химия, юриспруденция, международные исследования.
При университете действует 36 научно-исследовательских учреждений: Институт изучения радиационной биологии и медицины, Центр развития высшего образования, Центр изучения начального образования, Институт изучения земноводных.
Продолжая довоенную традицию хиросимских педагогических школ, университет обеспечивает педагогическими кадрами учебные заведения всех уровней Западной Японии.

## Факультеты
1. Факультет интегрированных искусств и наук (総合科学部)
2. Историко-филологический факультет (文学部)
3. Педагогический факультет (教育学部)
4. Юридический факультет (法学部)
5. Экономический факультет (経済学部)
6. Факультет естественных наук (理学部)
7. Медицинский факультет (医学部)
8. Стоматологический факультет (歯学部)
9. Фармацевтический факультет (薬学部)
10. Инженерно-технический факультет (工学部)
11. Биологический факультет (生物生産学部)
12. Факультет информатики（情報科学部）

## Аспирантура
1. Аспирантура интегрированных искусств и наук (総合科学研究科)
2. Историко-филологическая аспирантура (文学研究科)
3. Педагогическая аспирантура (教育学研究科)
4. Аспирантура общественных наук (社会科学研究科)
5. Аспирантура естественных наук (理学研究科)
6. Аспирантура перспективного материаловедения (先端物質科学研究科)
7. Аспирантура здравоохранения (保健学研究科)
8. Инженерно-техническая аспирантура (工学研究科)
9. Аспирантура биосферных исследований (生物圏科学研究科)
10. Аспирантура интегрированных исследований по медицине, стоматологии и фармацевтике (医歯薬学総合研究科)
11. Аспирантура студий по международному сотрудничеству (国際協力研究科: IDEC)
12. Аспирантура юридических наук (法務研究科)